# Alfred Coville
Alexandre Alfred Coville (Versalles, 11 de agosto de 1860-París, 30 de marzo de 1942) fue un historiador y rector académico francés, miembro del Instituto de Francia. Fue el primer presidente de la Comisión Internacional para la Historia de las Instituciones Representativas y Parlamentarias (1936-1939), una comisión externa del Comité Internacional de Ciencias Históricas.

## Biografía
Era hijo de Louis Coville, natural de Ruan y profesor de humanidades clásicas. En 1880 ingresa en la École des Chartes, donde se doctoró en enero de 1885 tras escribir una tesis titulada Recherches sur les États de Normandie au XIVe. Licenciado en historia en 1883, fue profesor en el instituto de Caen el mismo año antes de iniciar una carrera universitaria en Dijon (1884), Caen (1886) y Lyon (1886).
Más tarde Coville ingresó a la administración académica como rector de la academia de Clermont-Ferrand (1904). Después fue Inspector General de Educación Pública (1912), Director de Educación Secundaria (1914) y posteriormente Director de Educación Superior (1917-1927).
Fue elegido miembro de la Academia de Inscripciones y Bellas Letras en 1928 y presidente del Consejo de Desarrollo de la École des Chartes en 1935.  Entre 1936-1939 fue el primer presidente de la Comisión Internacional para la Historia de las Instituciones Representativas y Parlamentarias, una comisión externa del Comité Internacional de Ciencias Históricas. En su discurso inaugural afirmaba que:

«L’œuvre à réaliser est certes considérable et multiple: mais par les recherches qu’elle doit provoquer, par l’ample profit qu’en résultera, pour la compréhension des institutions du passé et même du présent, la “Commission pour l’histoire des assemblées d’état” a mérité de naître, et rien dans le domaine historique n’est plus désirable que son succès»
«La tarea a realizar es ciertamente considerable y múltiple: pero por la investigación que debe generar, por el amplio beneficio que resultará de ella, para la comprensión de las instituciones del pasado e incluso del presente, merecía el nacimiento de la “Comisión Internacional para la Historia de las Instituciones Representativas y Parlamentarias”, y nada hay en el campo histórico más deseable que su éxito»
Alfred Coville, 1936

Está enterrado en el cementerio parisino de Bagneux.

## Publicaciones
- Les Cabochiens et l'ordonnance de 1413, París: Hachette, 1888.[6]
- Les États de Normandie, leurs origines et leur développement au XIVe siècle, París: impr. nationale, 1894.[6]
- «Les premiers Valois et la Guerre de Cent ans (1328-1422)» dans l'Histoire de France depuis les origines jusqu'à la Révolution d’Ernest Lavisse, París: Hachette, 1902.
- Recherches sur l'histoire de Lyon du Ve au IXe siècle, París: Picard, 1928.
- Jean Petit. La question du tyrannicide au commencement du XVe siècle, París: Picard, 1932.
- Recherches sur quelques écrivains du XIVe et du XVe siècle, París: Droz, 1935.
- La Vie intellectuelle dans les domaines d'Anjou-Provence de 1380 à 1435, París: Droz, 1941.